# Étinehem
Étinehem là một thị trấn ở tỉnh Somme trong vùng Hauts-de-France, Pháp.

## Địa lý
Étinehem is Xã này tọa lạc trên đường D11 và bên hai bờ sông Somme, khoảng 33 km (21 mi) về phía đông của Amiens.

## Địa điểm nổi bật
- Giáo đường Saint Peter (1866)
- Nhà nguyện Saint Anne
- Hồ Haute Somme

## Dân số
| 1962                                                           | 1968 | 1975 | 1982 | 1990 | 1999 |
| -------------------------------------------------------------- | ---- | ---- | ---- | ---- | ---- |
| 253                                                            | 284  | 289  | 278  | 279  | 279  |
| Số liệu điều tra dân số từ năm 1962, dân số không tính hai lần |      |      |      |      |      |